# Choerodon venustus
Choerodon venustus (De Vis, 1884)  è un pesce d'acqua salata appartenente alla famiglia Labridae.

## Distribuzione e habitat
Proviene dalle barriere coralline dell'Australia, nell'ovest dell'oceano Pacifico, soprattutto lungo le coste di Nuovo Galles del Sud e Queensland. Nuota intorno ai 95 m di profondità.

## Descrizione
Presenta un corpo leggermente compresso ai lati, non particolarmente allungato e con la testa dal profilo un po' schiacciato tipico del genere Choerodon. Il dorso e la testa sono marroni o grigiastri, mentre il resto del corpo è prevalentemente rosato. Sono presenti diverse piccole macchie azzurre sul tutto il corpo, e delle striature bluastre sulla testa e intorno alla bocca. Le pinne sono blu e arancioni. La lunghezza massima registrata è 65 cm. Vive anche 16 anni.

## Biologia

### Alimentazione
La sua dieta è composta prevalentemente da invertebrati acquatici, in particolare crostacei e molluschi.

### Riproduzione
È oviparo ed ermafrodita; la fecondazione è esterna e non ci sono cure nei confronti delle uova.

## Conservazione
Questa specie viene classificata come "a rischio minimo" (LC) dalla lista rossa IUCN perché oltre alla pesca, ormai regolamentata, non ci sono altri pericoli che potrebbero minacciarne la popolazione.